# Whitfield megye
Whitfield megye az Amerikai Egyesült Államokban, azon belül Georgia államban található. Megyeszékhelye és legnagyobb városa Dalton. Lakosainak száma 102 864 fő (2020. április 1.). Whitfield megye Bradley, Murray, Gordon, Walker, Catoosa és Hamilton megyékkel határos.

## Népesség
A megye népességének változása:
| Lakosok száma | 102 763 | 102 971 | 103 094 | 102 945 | 104 216 | 102 864 |
|               | 2010    | 2011    | 2012    | 2013    | 2015    | 2020    |